# Sabie masculin individual la Jocurile Olimpice de vară din 1896
Proba de sabie masculin individual la Jocurile Olimpice din 1896 a avut loc pe 9 aprilie 1896. Proba a fost câștigată de Ioannis Georgiadis din Grecia, urmat de compatriotul său Telemachos Karakalos. Holger Nielsen din Danemarca a terminat pe locul al treilea.

## Context
Aceasta a fost prima apariție a probei, fiind și singura probă de scrimă organizată la toate edițiile Jocurilor Olimpice de vară. Cei cinci competitori au fost grecii Telemachos Karakalos, Ioannis Georgiadis și Georgios Iatridis, danezul Holger Nielsen și austriacul Adolf Schmal, ultimul fiind și favoritul competiției.

## Formatul competiției
Proba a avut un format de finală în sistem grupă. Fiecare duel se disputa până la trei tușe. S-au aplicat regulile pentru sabie, cu excepția faptului că zona de țintire era întregul corp (și nu doar partea de deasupra taliei). Competiția a constat într-o singură rundă de grupă cu cinci scrimeri, fiecare confruntându-se cu ceilalți într-un sistem fiecare cu fiecare. Astfel, au avut loc un total de zece meciuri.

## Program
Proba a avut loc în cea de a patra zi a Jocurilor Olimpice.
| Dată                | Dată                | Oră       | Rundă  |
| Gregorian           | Iulian              | Oră       | Rundă  |
| ------------------- | ------------------- | --------- | ------ |
| Joi, 9 aprilie 1896 | Joi, 28 martie 1896 | Dimineață | Finala |

## Rezultate
Competiția a început înainte ca regele și prințul moștenitor să ajungă pentru a urmări evenimentul; când aceștia au sosit după două runde de scrimă desfășurate, oficialii au decis să reia competiția. Înainte de reluare, Schmal îi învinsese pe Georgiadis și Nielsen; după reluare, a pierdut în fața ambilor.
Georgiadis a rămas neînvins și a câștigat medalia de aur. Karakalos a pierdut doar în fața lui Georgiadis, în timp ce Nielsen a fost învins de cei doi greci, dar nu de alți adversari. Singura victorie a lui Schmal a fost împotriva lui Iatridis, care a pierdut toate cele patru meciuri.
| Loc | Scrimer                    | V | Î | TP | TÎ |
| --- | -------------------------- | - | - | -- | -- |
| 1   | Ioannis Georgiadis (GRE)   | 4 | 0 | 12 | 6  |
| 2   | Tilemachos Karakalos (GRE) | 3 | 1 | 11 | 5  |
| 3   | Holger Nielsen (DEN)       | 2 | 2 | 10 | 9  |
| 4   | Adolf Schmal (AUT)         | 1 | 3 | 7  | 11 |
| 5   | Georgios Iatridis (GER)    | 0 | 4 | 3  | 12 |